# Erich Lindenburger
Erich Lindenburger – niemiecki architekt związany z Bydgoszczą w pierwszych dwóch dziesięcioleciach XX wieku.

## Działalność w Bydgoszczy
Erich Lindenburger tworzył reprezentacyjne, wielkomiejskie kamienice w stylu nawiązującym do tendencji architektonicznych ok. 1900 roku, w tym secesji.
W Bydgoszczy zaprojektował między innymi:
- kamienicę przy obecnej Al. Mickiewicza 3 (1904)
- kamienicę przy Siemiradzkiego 5 (1905)
- kamienice przy Dworcowej 41, 43, 45 i 47 (1904–1905)
- kamienice przy Śląskiej 1, 3 i 10–12
- domy jednorodzinne w stylu Landhaus (m.in. przy obecnej ul. Chodkiewicza 2 i 4)

## Niektóre realizacje Ericha Lindenburgera w Bydgoszczy

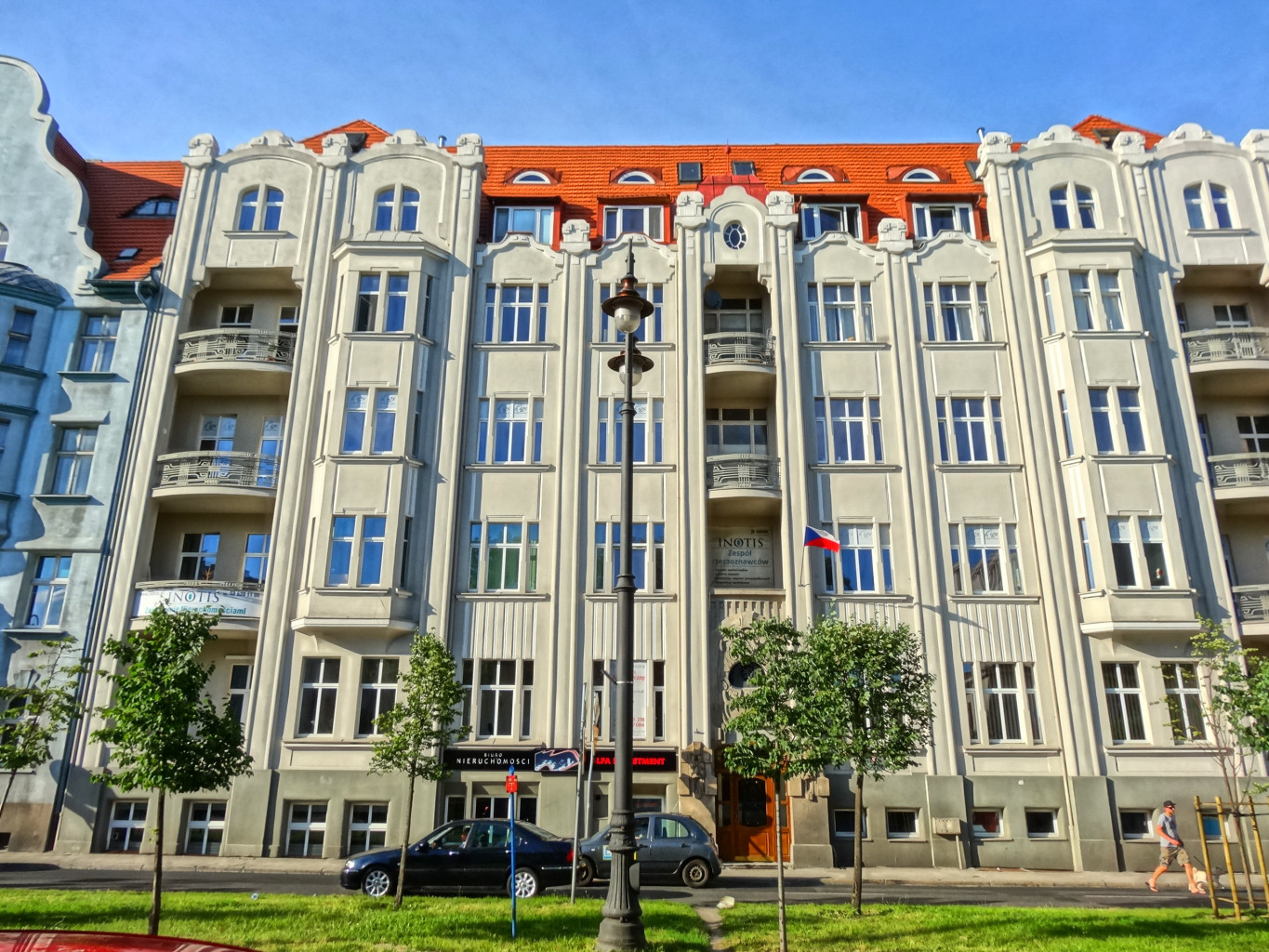
Mickiewicza 3
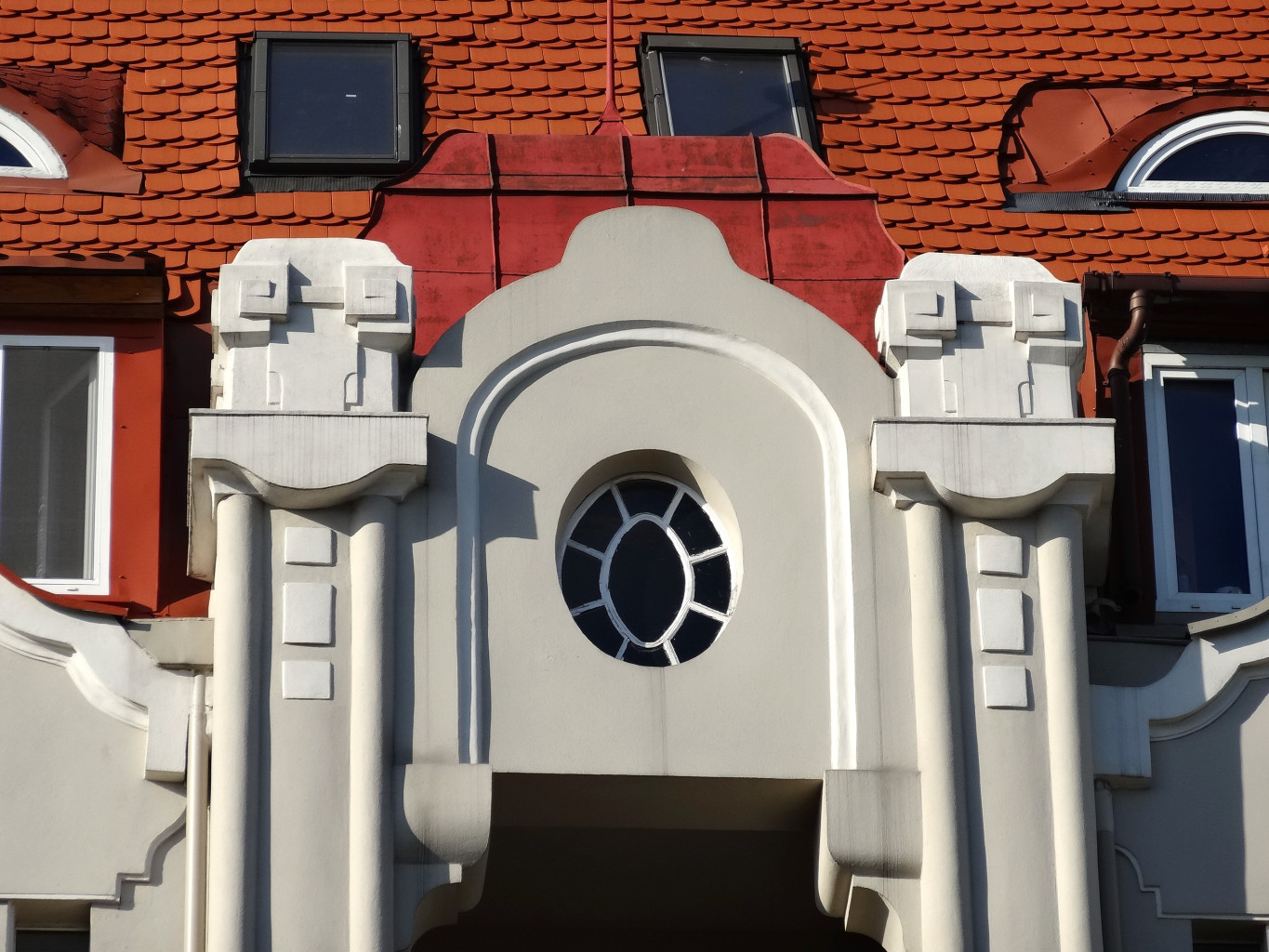
Mick. 3 (detal)
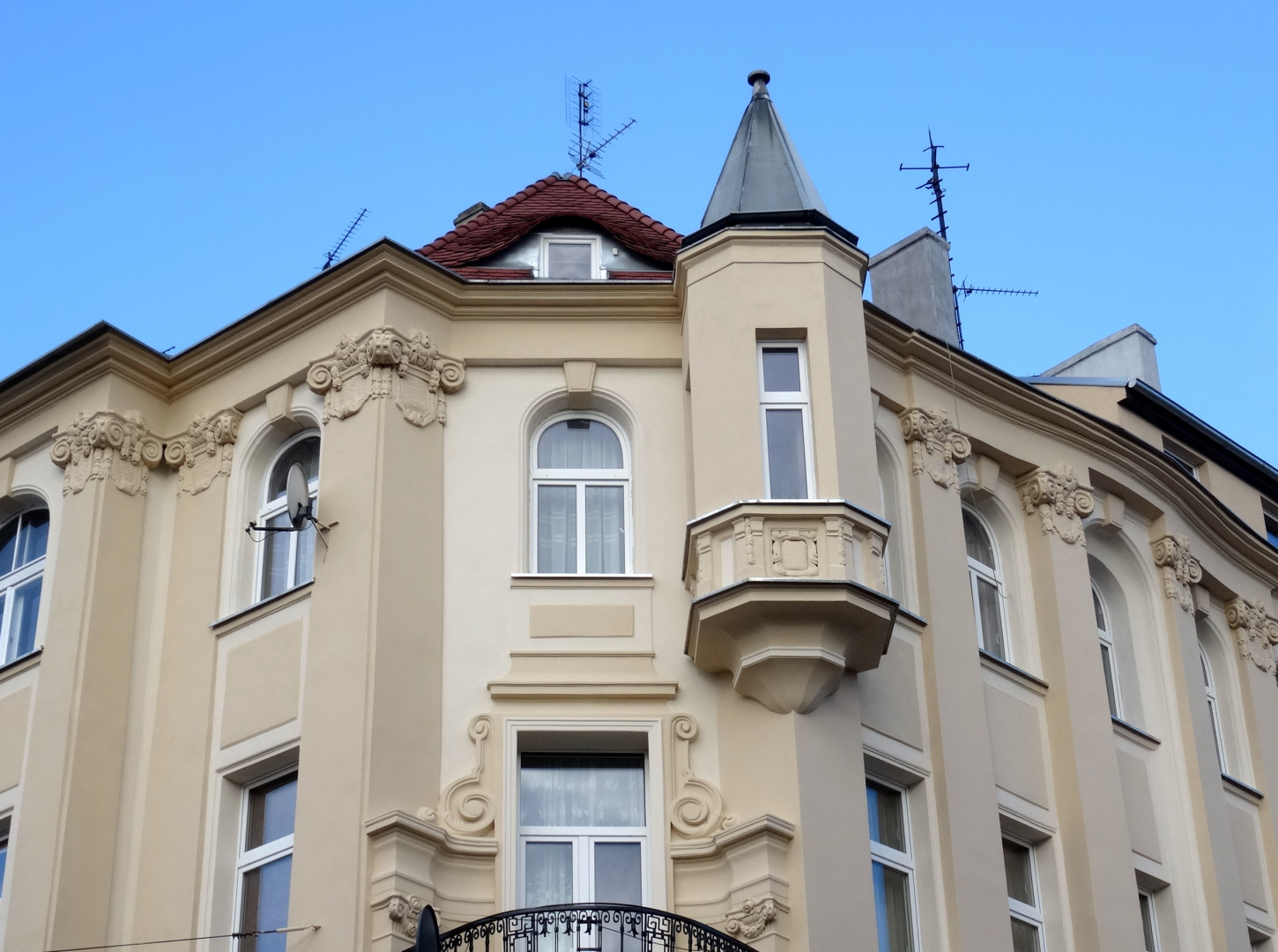
Dworcowa 41
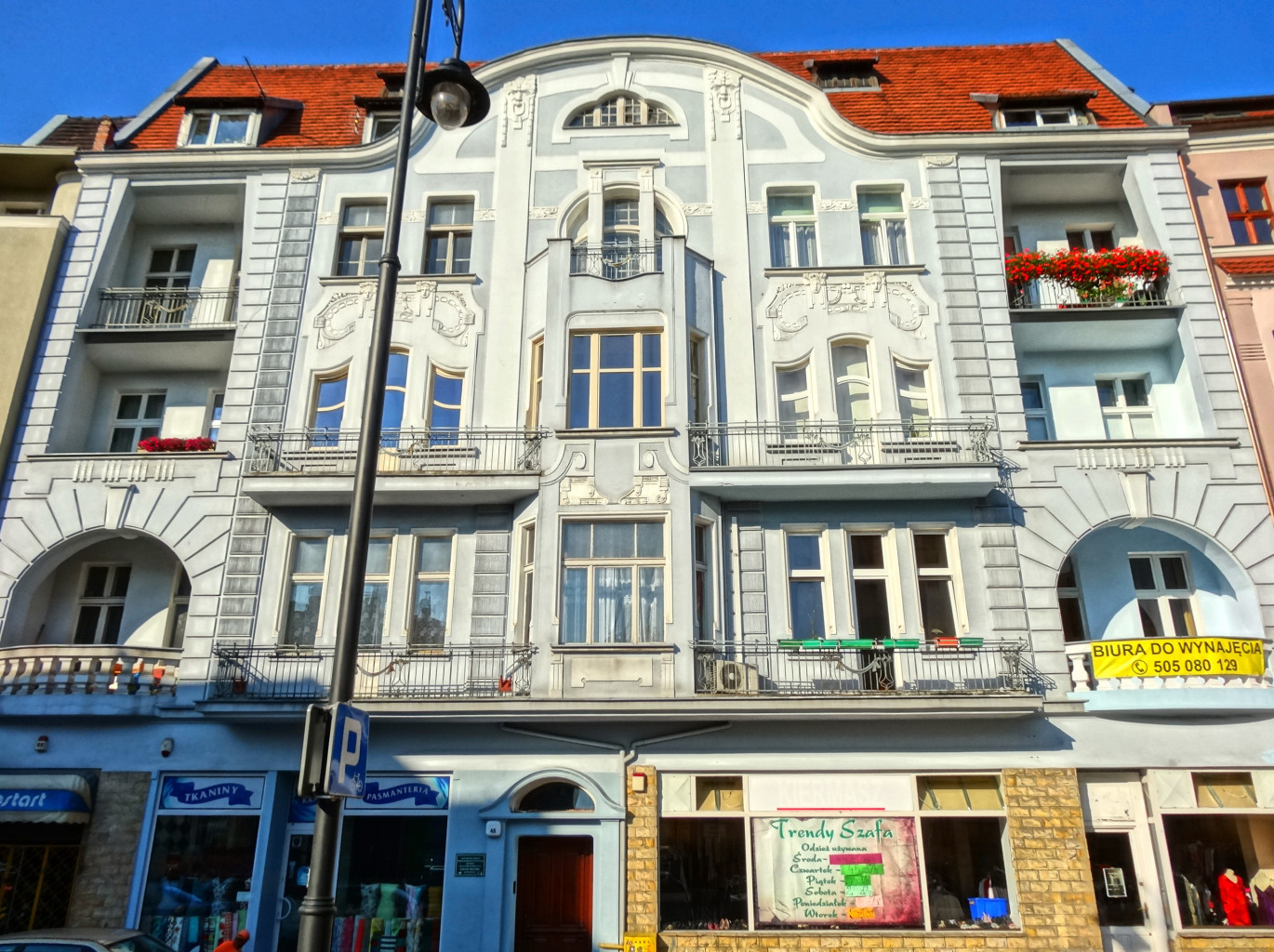
Dworcowa 45
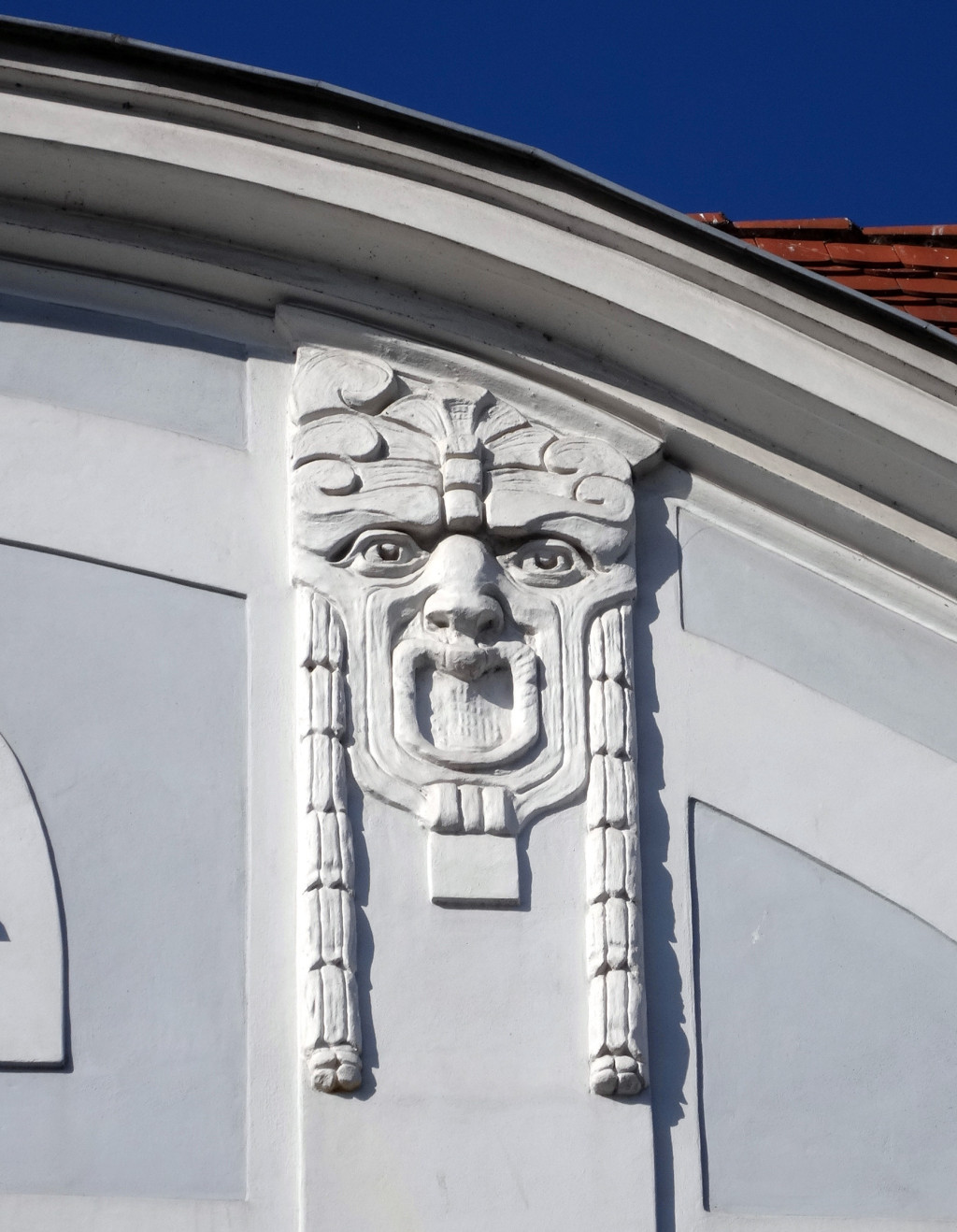
Dw. 45 (detal)
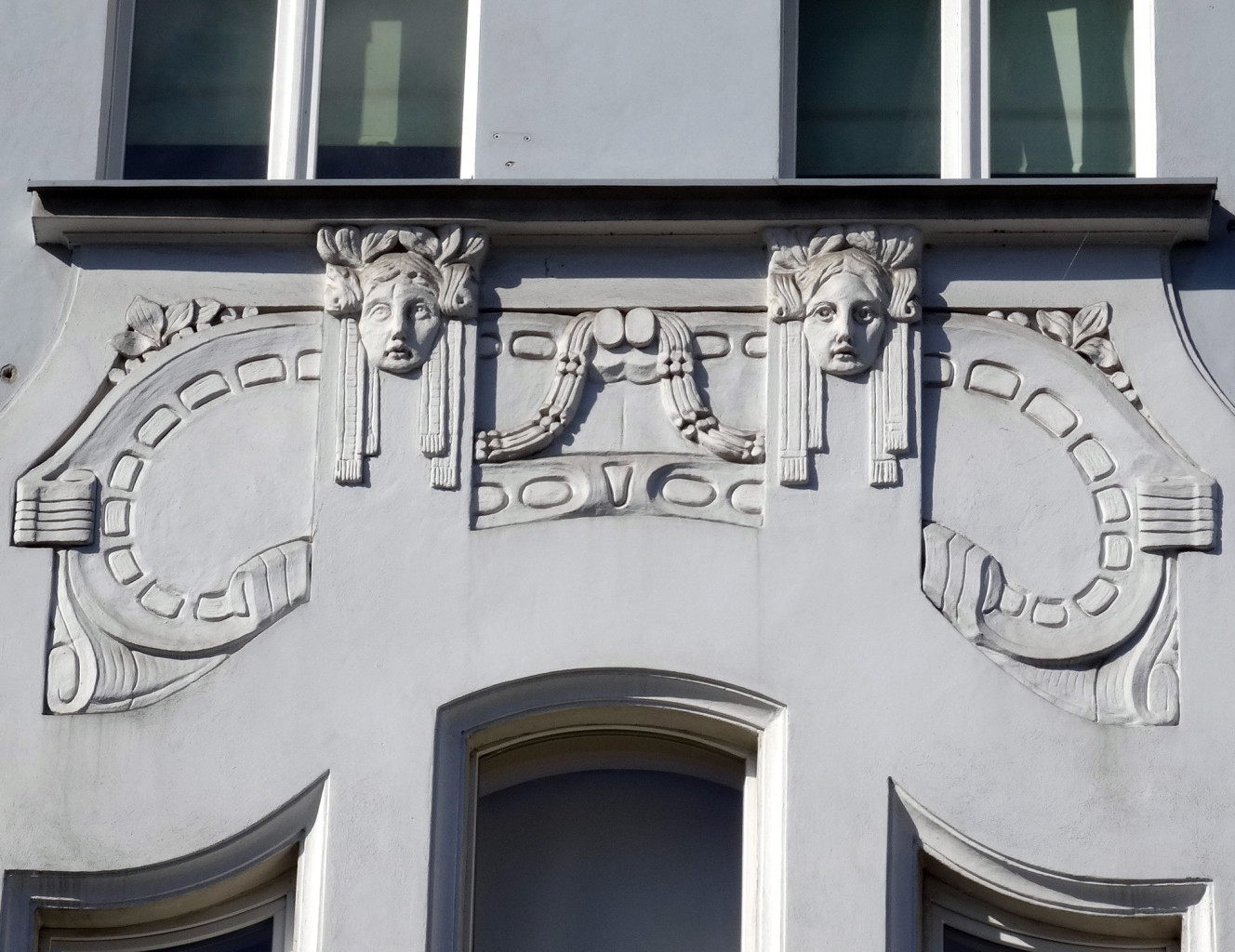
Dw. 45 (detal)
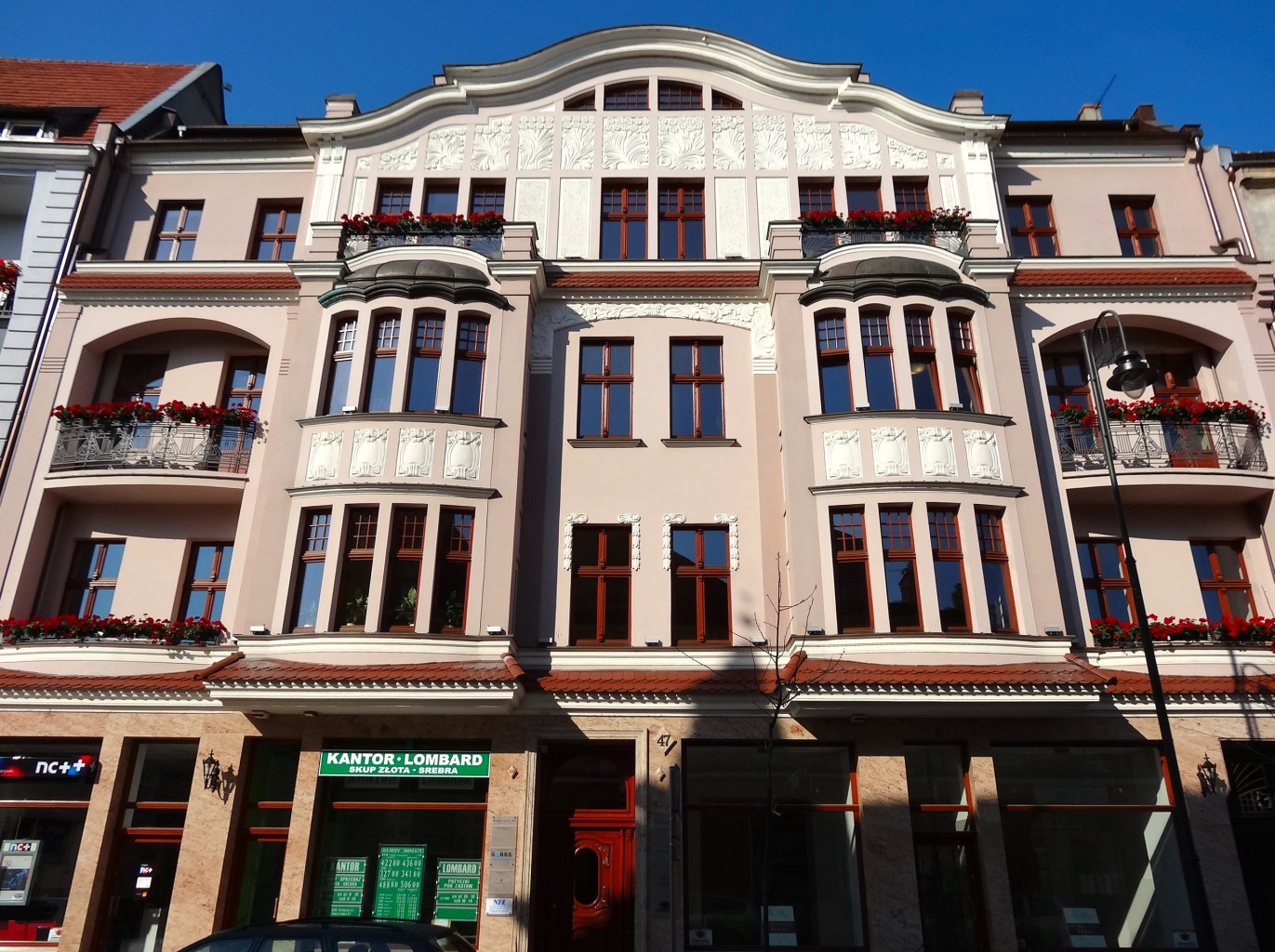
Dworcowa 47
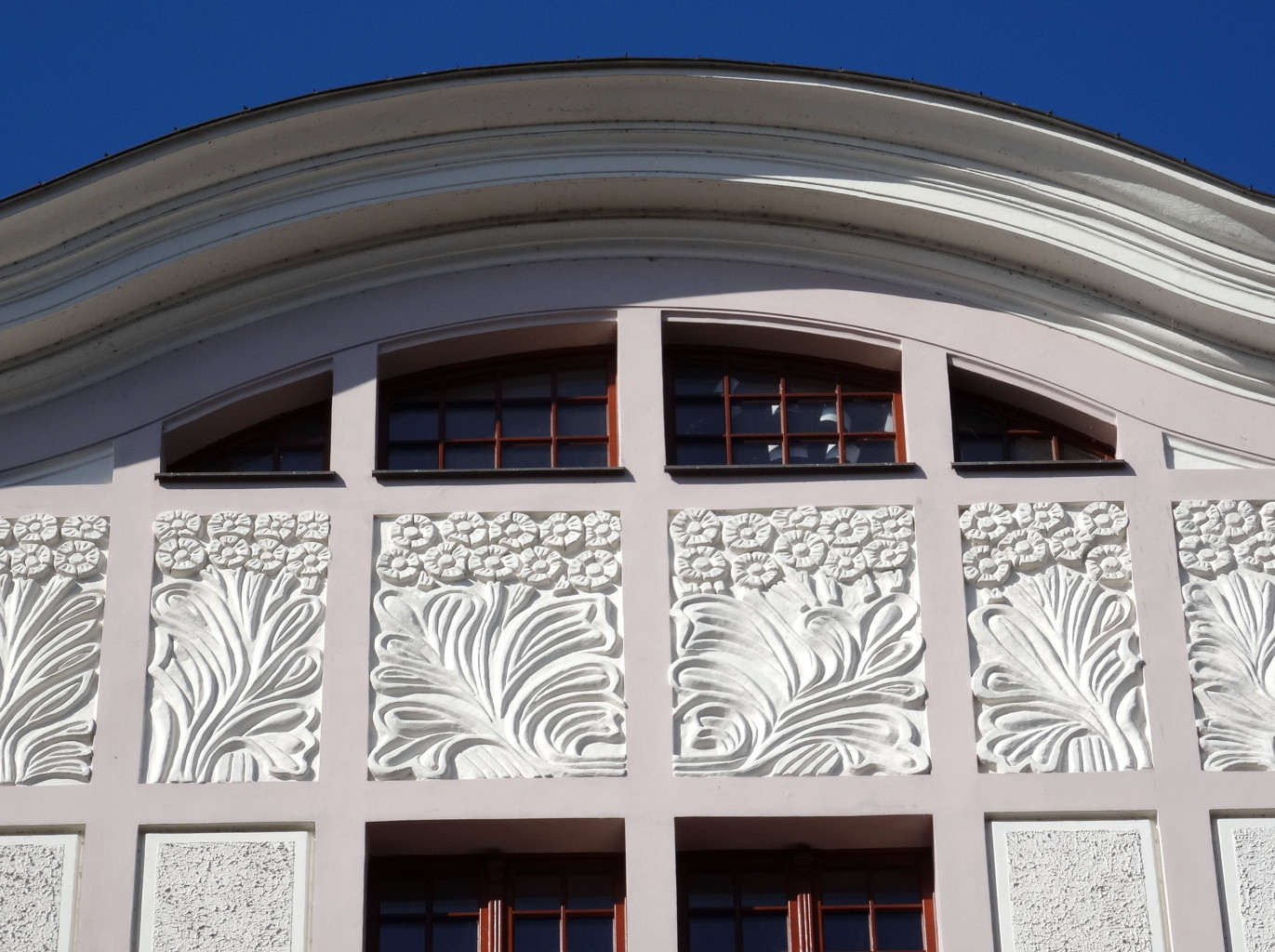
Dw. 47 (detal)
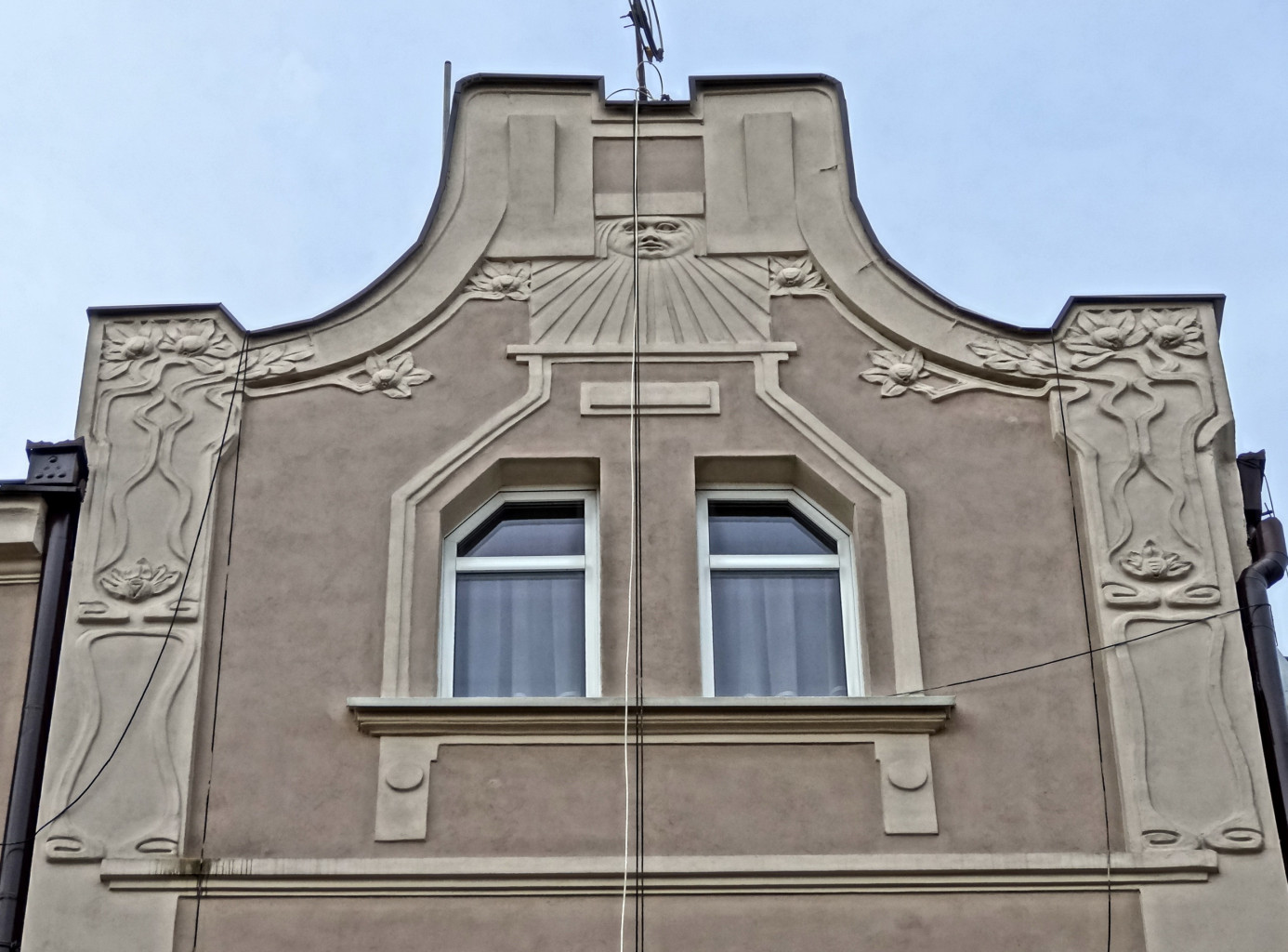
Siemiradzkiego 5
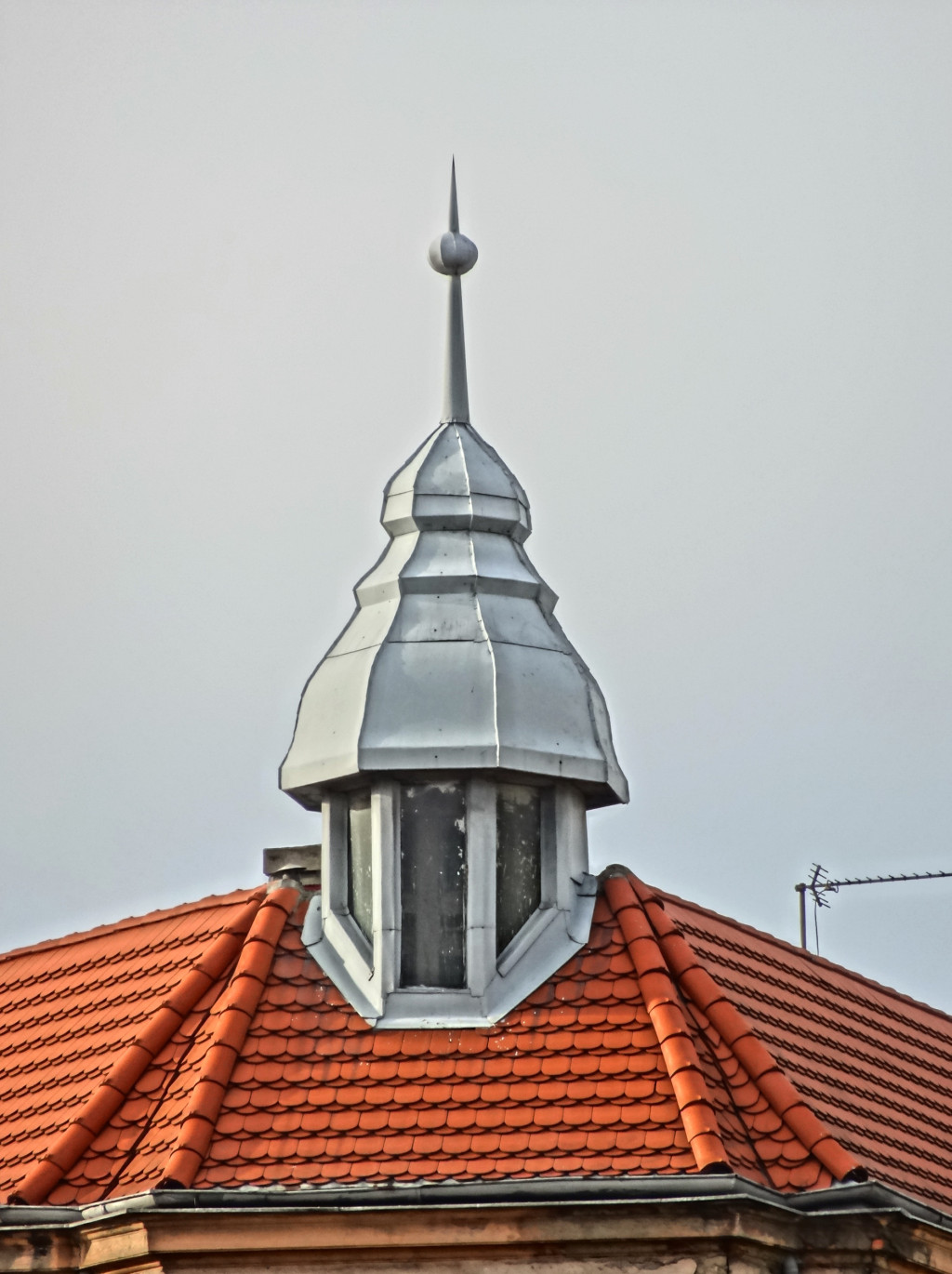
Śląska 1
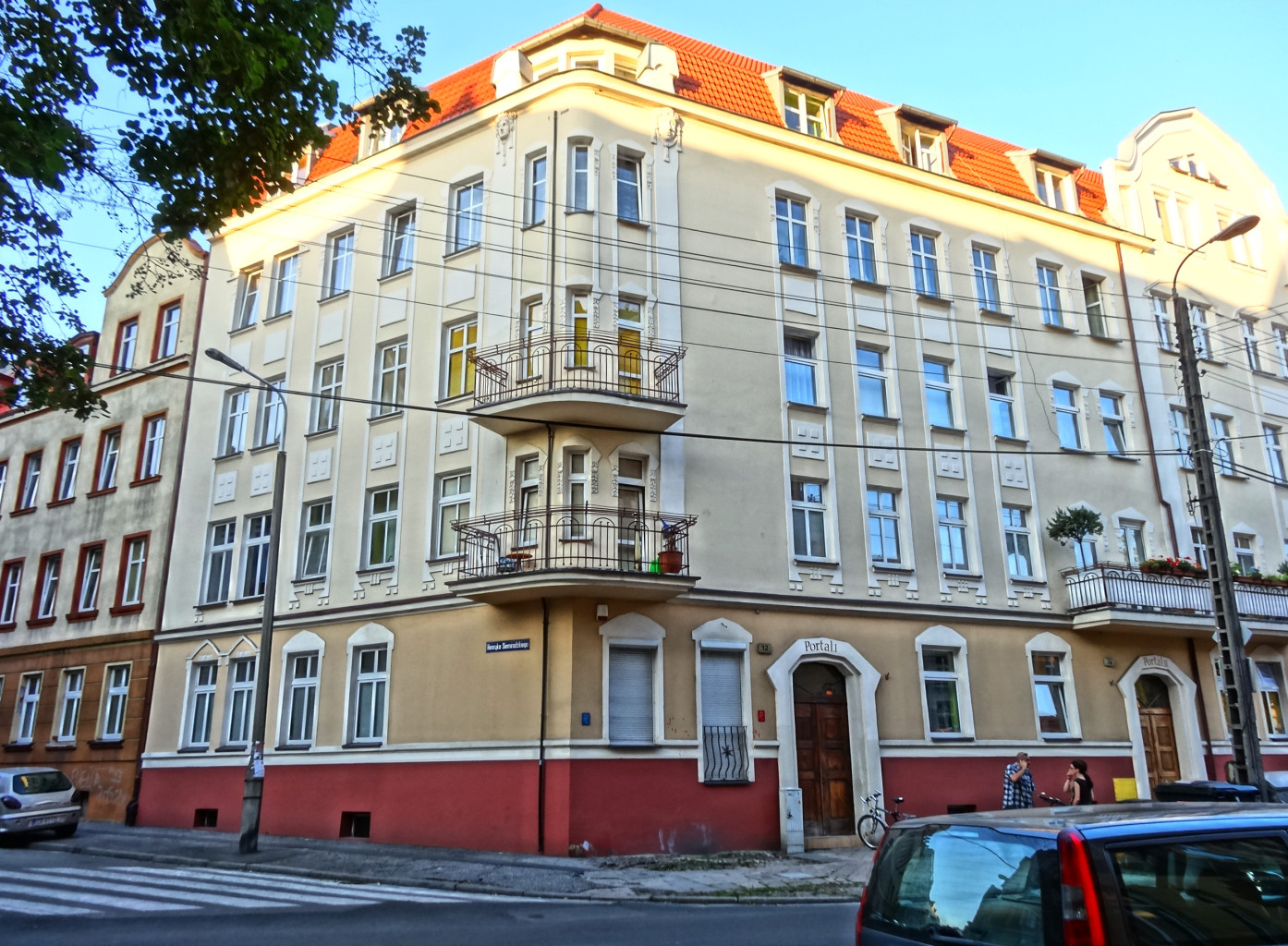
Śląska 12